# Geordie
A Geordie egy 1972-ben alapított angol hard rock, glam rock, blues rock együttes volt. A Newcastle városában alakult zenekar klasszikus felállásában Brian Johnson énekes, Vic Malcolm gitáros, Tom Hill basszusgitáros és Brian Gibson dobos játszott. 
1972-73-ban megjelent négy kislemezük mindegyike felkerült a brit slágerlistára. Közülük az All Because of You szerepelt legjobban egy 6. hellyel. Első albumuk 1973-ban Hope You Like It címmel jelent meg. A négyeshez 1975-ben csatlakozott Micky Bennison gitáros. Lemezeiket 1978-ig a Red Bus Records adta ki. A No Good Woman című, 1978-ban megjelent negyedik Geordie-albumon az időközben szólókarrierbe kezdő énekes, Brian Johnson, csak néhány korábban vele felvett és addig ki nem adott dalban volt hallható. A lemez többi számát Dave Ditchburn énekelte fel, de a gitáros Vic Malcolm kivételével a többi poszton is új emberek játszottak. A lemez megjelenésekor a Geordie már gyakorlatilag feloszlott. Brian Johnson ezt kihasználva új társakkal Geordie néven koncertezett egészen addig míg 1980-ban az AC/DC énekese nem lett.
1982-ben az eredeti hangszeresek (Malcolm, Hill, Gibson) részvételével Rob Turnbull énekessel és David Stephenson gitárossal kiegészülve újjáalakult a Geordie. Az együttes ötödik stúdióalbuma No Sweat címmel a következő évben jelent meg a Neat Recordsnál. A lemez nem lett sikeres és Vic Malcolm kilépése után a Geordie újra feloszlott, hogy aztán a megmaradt tagok Powerhouse néven folytassák és még egy albumot készítsenek 1986-ban. 2018-ban Tom Hill basszusgitáros és Brian Gibson dobos úgy döntöttek felélesztik a zenekart. 2019-ben egy brit turnéval tértek vissza, melyen Steve Dawson gitárossal és Mark Wright énekessel álltak színpadra.

## Diszkográfia
Stúdióalbumok
- Hope You Like It (1973) (Red Bus)
- Don't Be Fooled by the Name (1974) (Red Bus)
- Save the World (1976) (Red Bus)
- No Good Woman (1978) (Red Bus – Landmark)
- No Sweat (1983) (Neat Records)